# Alekseevka (Sujumi)
Alekseevka (en georgiano: ალექსეევკა) o Agua (en abjasio: Агәуа) es una aldea que pertenece a la parcialmente reconocida República de Abjasia, parte del distrito de Sujumi, aunque de iure pertenece al municipio de Sojumi de la República Autónoma de Abjasia de Georgia.

## Toponimia
Los nombres del pueblo y del desfiladero se remontan al nombre del heredero del emperador Nicolás II, Alekséi. En la década de 1940, el asentamiento se renombró como Bagratitsije (en georgiano: ბაგრატიციხე), y en los años 50 se restauró el nombre de Alekseevka.

## Geografía
Alekseevka se encuentra en la margen derecha del río Kelasuri, a 4 km de Sujumi. Las aldea se administra desde el pueblo de Dziguta.  

## Demografía
La evolución demográfica de Alekseevka en 1989 fue la siguiente:
| 59                                                  |
| (Fuente: Population of Abkhazia since Soviet times) |

Antes de la guerra de Abjasia, la mayoría de la población local eran georgianos y también había minorías de armenios.